# Домб'є-Добренські
Домб'є-Добренські (пол. Dąbie Dobreńskie) — село в Польщі, у гміні Ленки-Шляхецькі Пйотрковського повіту Лодзинського воєводства.